# Elisabeth Lanz

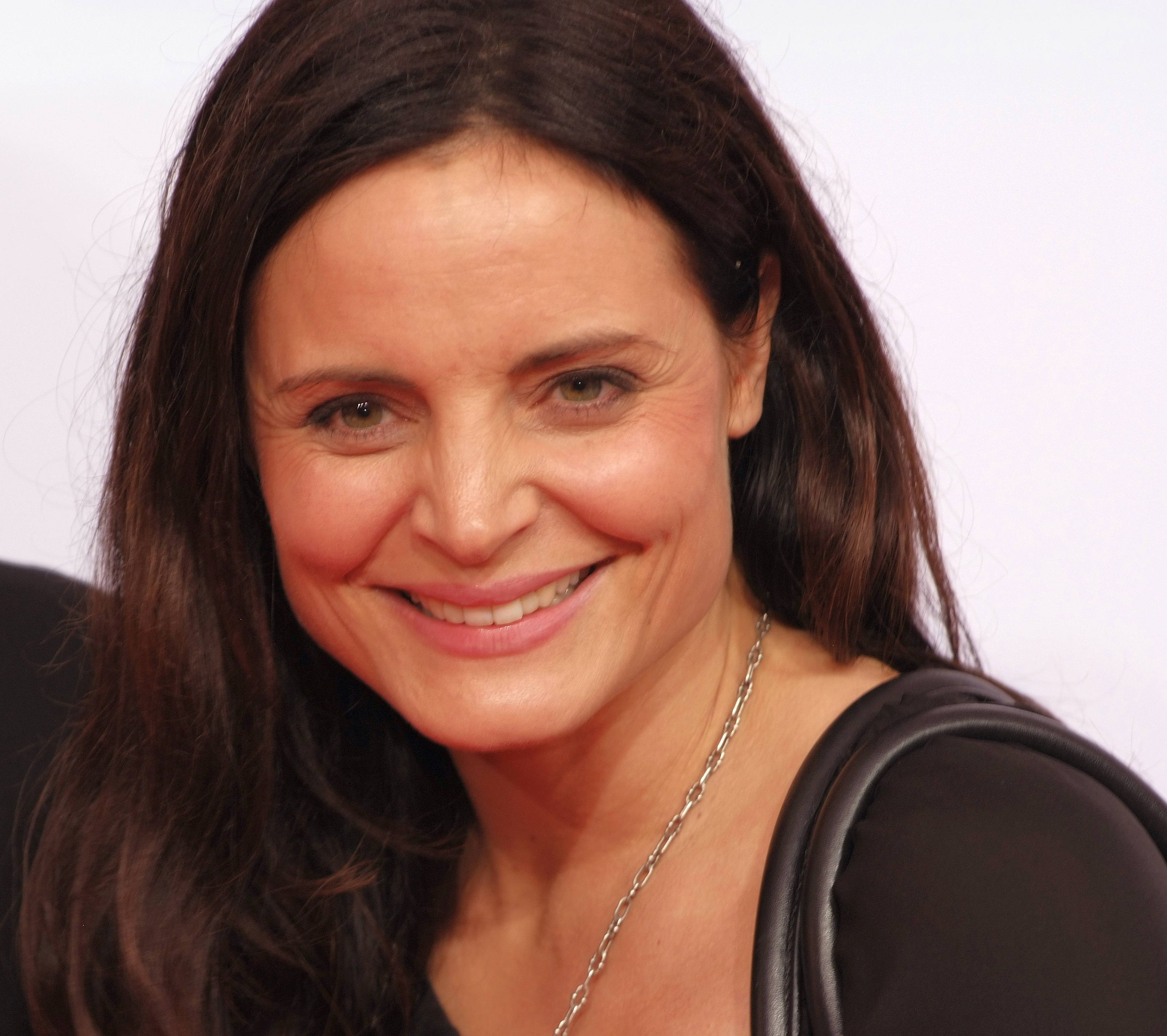
Elisabeth Lanz auf dem roten Teppich zum Studio Hamburg Nachwuchspreis (2012)

Elisabeth Lanz (* 12. Juni 1971 in Graz) ist eine österreichische Schauspielerin. Einem breiten Fernsehpublikum wurde sie in der Rolle der Dr. Susanne Mertens in der ARD-Serie Tierärztin Dr. Mertens bekannt.

## Leben
Lanz wuchs als ältestes von vier Geschwistern in dem SOS-Kinderdorf Altmünster auf, dessen Leiter ihr Vater war, und besuchte ein musisch-pädagogisches Gymnasium. Sie ist die Schwester der Schauspielerin Barbara Lanz (* 1983). Sie war dreimal österreichische Leichtathletik-Jugendmeisterin. 1990 absolvierte sie ihre Matura in Gmunden, ging mehrere Monate nach Paris und anschließend nach London, um sich in beiden Sprachen zu perfektionieren.
Lanz ist mit dem Unternehmensberater Jan Batu-Lanz verheiratet. Die Familie lebt seit 2010 in der Nähe von München. Lanz engagiert sich u. a. für den Bundesverband Kinderhospiz, SOS-Kinderdorf und WWF.

## Karriere

### Ausbildung und Theater
Lanz studierte erst Linguistik, Kommunikationswissenschaft und Philosophie, später Jus und Theaterwissenschaft in Wien. Ihre Schauspielausbildung absolvierte Lanz von 1991 bis 1994 an der Schauspielschule am Volkstheater Wien. Am Theater spielte sie unter anderem am Theater in der Josefstadt, am Volkstheater und am Burgtheater (Liliom und Die Dreigroschenoper, beides unter der Regie von Paulus Manker). In Hebbels Nibelungen: Born this way, einer Inszenierung des Werks des Dramatikers Friedrich Hebbel, trat sie im Jahr 2014 bei den Nibelungenfestspiele Worms auf. 2016 spielte sie bei den Bad Hersfelder Festspielen in Dieter Wedels Inszenierung Hexenjagd.

### Film und Fernsehen
In dem 1993 gedrehten Kinofilm Ich gelobe, der 1994 mit dem Wiener Filmpreis ausgezeichnet wurde, gab Lanz in der Rolle der Susi ihr Filmdebüt. Es folgten Auftritte in Fernsehserien. Unter anderem war sie in den Fernsehproduktionen Ein Scheusal zum Verlieben (als Anna Hofer), Wink des Himmels (als Paula Krämer), Klinik unter Palmen (als Schwester Anja) oder in Lotti auf der Flucht zu sehen. Eine erste größere Serienrolle hatte sie in Alle meine Töchter als Schwester Afra. In der ZDF-Fernsehserie Samt und Seide spielte sie als Unternehmertochter Cornelia Althofer mit. Für Der Aufbruch (2003) spielte sie nicht nur die Elisabeth Fuchsmaier, sondern verfasste auch das Drehbuch mit. In dem Kinofilm Die Spur im Schnee von 2005 stellte sie die Hauptfigur Elisabeth Fuchsmaier / Constanze Fuchsmaier dar und war für die Charakterentwicklung verantwortlich. Der Film gewann 2005 den Jury Award beim Garden State Film Festival in der Kategorie „Best Feature – Foreign Language“.
Seit 2006 verkörpert Lanz in der ARD-Fernsehserie Tierärztin Dr. Mertens die Titelrolle der Zootierärztin Dr. Susanne Mertens, was ihr zu einem hohen Bekanntheitsgrad verhalf. Ab Februar 2012 übernahm sie für 200 Folgen die Hauptrolle der Susann Winter in der achten Staffel der ARD-Telenovela Rote Rosen an der Seite von Falk-Willy Wild.

## Filmografie

### Filme
- 1994: Ich gelobe
- 1997: Bernhardiner & Katz
- 2000: Ein Scheusal zum Verlieben
- 2001: Der Verleger
- 2001: Kalte Berührung
- 2003: Der Aufbruch oder – Der Dekadenzerlöser
- 2003: Lotti auf der Flucht
- 2004: Paradies in den Bergen
- 2004: Im Zweifel für die Liebe
- 2005: Wink des Himmels
- 2005: Die Spur im Schnee
- 2007: Da wo die Freundschaft zählt
- 2010: Die Mutprobe
- 2011: Lindburgs Fall
- 2011: Oma wider Willen

### Fernsehserien und -reihen
- 1995–1998: Kommissar Rex (verschiedene Rollen, 3 Folgen)[14]
- 1997: Tatort – Hahnenkampf (Fernsehreihe)
- 1997: Tatort: Morde ohne Leichen
- 1997: Schlosshotel Orth (Folge: Verliebt, verlobt, verheiratet)
- 1998–2001: Alle meine Töchter (30 Folgen)
- 1998: Medicopter 117 (Folge: Der Kronzeuge)
- 1998–1999: Klinik unter Palmen (6 Folgen)
- 1998–2014: SOKO München (verschiedene Rollen, 3 Folgen)
- 1999: Für alle Fälle Stefanie (Folge: Rache ist bitter)
- 1999: T.E.A.M. Berlin (Folge: Tödlicher Wind)
- 1999: Siska (Folge: Der Zeuge)
- 1999: Der Bulle von Tölz: Tod am Hahnenkamm (Fernsehreihe)
- 1999–2001: Zwei Männer am Herd (8 Folgen)
- 2000–2003: Samt und Seide (66 Folgen)
- 2002: Alarm für Cobra 11 – Die Autobahnpolizei (Folge: Wehrlos)
- 2003–2020: Die Rosenheim-Cops (verschiedene Rollen, 5 Folgen)
- 2003: Unser Charly (Folge: Unter Verdacht)
- 2004: Polizeiruf 110 – Barbarossas Rache (Fernsehreihe)
- 2004: Edel & Starck (Folge: Die Narren sind los)
- 2004: Das Traumhotel – Verliebt auf Mauritius (Fernsehreihe)
- 2004: Stefanie – Eine Frau startet durch (Folge: Der Schein trügt)
- 2005: Mit Herz und Handschellen (Folge: Abgekartetes Spiel)
- seit 2006: Tierärztin Dr. Mertens (Fernsehserie)
- 2007: Lilly Schönauer – Liebe gut eingefädelt (Fernsehreihe)
- 2008: Die Gerichtsmedizinerin (Folge: Mord nach Stundenplan)
- 2009: Das Traumhotel – Malaysia
- 2009: Emilie Richards – Das Paradies am Ende der Welt (Fernsehreihe)
- 2011: Das Traumschiff – Kambodscha (Fernsehreihe)
- 2011: In aller Freundschaft (Folge: Was wirklich zählt)
- 2012: Rote Rosen (200 Folgen)
- 2012: Weißblaue Geschichten (2 Folgen)
- 2014: Hubert und Staller (Folge: Die Schöne und das Biest)
- 2014: Rosamunde Pilcher – Evitas Rache
- 2014: SOKO Kitzbühel (Folge: Kitzbühel liegt am Meer)
- 2014: SOKO Donau (Folge: Gute Gesellschaft)
- 2020: Bettys Diagnose (Folge: Antenne des Herzens)
- 2020: WaPo Bodensee (Folge: Harter Stoff)
- 2021: Watzmann ermittelt (Folge: Abschlag)
- 2023: Schnell ermittelt (Folge: Sabine Strobl)
- 2023: Die Bergretter (Folge: Unter Verdacht)
- 2025: Die Toten vom Bodensee – Das Geisterschiff (Fernsehreihe)

## Theater (Auswahl)
- 2014: Nibelungen-Festspiele – Hebbels Nibelungen: Born this way[15]
- 2015: Theater am Kurfürstendamm Berlin – Die Wunderübung[16]
- 2016: Komödie Winterhuder Fährhaus – Die Wunderübung[17]
- 2016: Bad Hersfelder Festspiele – Hexenjagd (Inszenierung: Dieter Wedel)[18]